# Пахолков, Олег Владимирович
Оле́г Влади́мирович Пахо́лков (род. 23 сентября 1971, Астрахань) — российский предприниматель, государственный и политический деятель, депутат Государственной думы VI созыва от партии «Справедливая Россия» 2011—2016 годах, член комитета Госдумы по делам СНГ и связям с соотечественниками, политтехнолог.

## Биография
Олег Пахолков родился 23 сентября 1971 года в Астрахани. Рос без отца. Вместе с матерью, начальником производственно-планового отдела по строительству завода комбикормов, переехал в станицу Варениковскую Краснодарского края.
В 1988 году окончил ростовский учебно-производственный комбинат по специальности «фотограф». С 1988 года работал фотографом в доме быта Волгодонска, куда к тому времени переехала мать; позднее открыл собственное фотоателье в станице Романовской. В 1989—1991 годах работал фотографом в Ростове-на-Дону.
В 1992 году стал брокером Ростовской товарно-сырьевой биржи. В том же году создал ЧП «Найя», которое занималось лоточной торговлей овощами и промышленными товарами.
В 1993 году вместе с друзьями создал в Волгодонске общественную организацию «Поколение», которая занималась организацией конкурсов красоты, военно-спортивных и бизнес игр. В 1990-х годах был осуждён за клевету; со слов самого Пахолкова, он написал статью о произволе мэра Волгодонска Сергея Горбунова, за что его осудили на два года условно и амнистировали в середине 1990-х годов.
В 1994 году баллотировался депутатом Волгодонской городской думы, но выборы проиграл. В 1997 году победил на выборах с результатом 27 % голосов избирателей и стал депутатом Волгодонской городской Думы от избирательного одномандатного округа № 10. В 2001 году выборы в городскую думу Волгодонска проиграл. В том же году проиграл выборы Главы муниципального образования «Цимлянский район».
В 1998 году основал и возглавил ООО «Волгодонской издательский дом» (сейчас Rus-media Group). На апрель 2012 года было зарегистрировано 14 печатных изданий общим тиражом 1 735 000 экземпляров в неделю. Среди них — национальная газета «Хозяйство» и сеть городских газет «Блокнот». Пахолков также работал над выпуском федеральной партийной газеты «Справедливая Россия».
В 2005 году стал депутатом Законодательного собрания Ростовской области в результате довыборов по Цимлянскому одномандатному округу.
С 2009 по 2011 год — руководитель фракции «Справедливая Россия» в Волгоградской областной Думе, депутат Волгоградской областной Думы.
24 сентября 2011 года в Москве состоялась первая часть VI съезда «Справедливой России», который выдвинул кандидатов в депутаты Государственной Думы, Олег Пахалков возглавил партийный список по Воронежской области, что для него «стало неожиданностью», так как по его словам, он «должен был идти вторым по Волгоградской области».. Во время предвыборной кампании ряд воронежских депутатов сняли свои кандидатуры и вышли из «Справедливой России» в знак протеста против участия в выборах Пахолкова.
В декабре 2011 года Олег Пахолков был избран депутатом Государственной Думы по спискам партии «Справедливая Россия» от Воронежской области.
Незадолго до думских выборов, в ноябре 2011 года, после проверки МВД стало известно, что у Пахолкова есть непогашенные судимости. Тогда он заявил газете «Ведомости», что был осуждён на два года условно и амнистирован в середине девяностых. Пахолков утверждал, что пострадал тогда «за правду»: вроде как, будучи депутатом в Волгодонске, он написал критическую статью о произволе мэра.
С февраля 2012 года — руководитель Воронежского регионального отделения партии «Справедливой России».
В начале 2013 года заявил о намерении участвовать в выборах мэра Воронежа 8 сентября 2013 года..
13 августа 2013 г вместе с председателем партии Справедливая Россия Николаем Левичевым — кандидатом в мэры Москвы и сотрудниками полиции участвовал в штурме квартиры, в которой находились незаконные агитационные материалы.
5 февраля 2016 года выступил с инициативой в течение пяти лет полностью запретить продажу нефти за границу.
Олег Пахолков известен как руководитель самой агрессивной команды политтехнологов, имевшихся в распоряжении у руководства партии «Справедливая Россия» и применяющих методы «чёрного пиара».
В июне 2021 года включён в федеральный список партии «Родина» для участия в выборы депутатов Государственной думы Федерального собрания Российской Федерации VIII созыва.
Член Союза журналистов России.

## Распространение сведений о криминальном прошлом Пахолкова
В августе 2012 Олег Пахолков подал иск о защите чести и достоинства к депутату Воронежской городской думы Галине Кудрявцевой, лидеру «Блока Галины Кудрявцевой», в ноябре 2011 года напечатавшего статью «Зондеркоманда Справедливой России» в листовке «Народное доверие», в которой Пахолков предстал в образе преступника. В них, на основе информации с сайтов информагентств, в частности, утверждалось, что Пахолков связан с преступной группировкой «Тридцатник» и замешан в рэкете, вымогательствах, мошенничестве, изнасиловании и организации убийства. 18 ноября 2011 года представители Пахолкова обратились в правоохранительные органы с заявлением об аресте тиража листовки и он был конфискован полицией в типографии. После обжалования Кудрявцевой действий полицейских, часть тиража была ей возвращена уже после выборов в Госдуму. В ноябре 2012 года Левобережный районный суд Воронежа отказал Пахолкову в удовлетворении его иска.
15 августа 2013 года Пахолков обратился в Генеральную прокуратуру и 16 августа — в Следственный комитет РФ с заявлением о возбуждении уголовного дела в отношении Алексея Навального по признакам состава преступления, предусмотренного ч. 5 ст. 128.1 Уголовного Кодекса РФ «Клевета, соединенная с обвинением лица в совершении тяжкого или особо тяжкого преступления». 14 августа 2013 года Навальный разместил в своём твиттере ссылку на запись в форуме, сделанную в феврале 2011 года, в котором Пахолкова обвиняют в связях с рядом организованных преступных группировок, а также в неуплате налогов, рэкете и убийствах.

## Награды
Дважды награждён почетной грамотой лидера партии «Справедливая Россия» Сергея Миронова за большой вклад в партийное строительство в России.
В 2008, 2009, 2010, 2011 годах как основатель издательского дома Rus-media Group награждён премией «Тираж года» Национальной тиражной службы за самый быстрый темп роста тиража периодического издания в России.

## Семья
Мать — Пахолкова Мария Владимировна, в настоящее время — заместитель директора по вопросам распространения и продвижения газет и один из учредителей ООО «Рус-Медиа Групп». В 2010 году была главным редактором газеты «Хозяйство».
В 2011 году женился на 18-летней модели Ладе Шулеповой, с которой познакомился в 2010 году на конкурсе красоты «Мисс Вива Волга», где она представляла Волгоград. На свадьбе Пахолкова произошёл скандал: его друг и председатель областного отделения «Справедливой России», депутат Госдумы Олег Михеев появился в форме фашистского адмирала Канариса.
В 2014 снова женился.